# Яновський Юрій Іванович
Ю́рій Іва́нович Яно́вський (14 (27) серпня 1902, Маєрове — 25 лютого 1954, Київ) — український радянський письменник та поет. Один із романтиків в українській літературі першої половини XX століття. Редактор журналу «Українська література», військовий журналіст.

## Життєпис

### Походження
Народився 27 серпня 1902 року в селі Майєрове (тепер село Нечаївка Компаніївського району Кіровоградської області) в родині заможного землевласника (за життя Юрій Яновський вказував, що народився в місті Єлисаветград у родині службовця) Івана Миколайовича Яновського та його дружини Марії Мусіївни, до шлюбу Здольник. Рід Яновських сягає XVI ст. та одного походження з дворянським родом Гоголів-Яновських: Опанас Гоголь-Яновський (дід Миколи Гоголя) був старшим братом Кирила Яновського — прапрапрадіда Юрія Яновського. Згідно з дослідженнями Сергія Плачинди, опублікованими в біографічному романі «Юрій Яновський», Микола Яновський (дід Юрія Яновського) належав до козацької старшини і після скасування Війська Запорозького отримав дворянський титул. Однак після чергового перепису він не був затверджений, і Микола Максимович був записаний у менш престижний стан — «єлисаветградського міщанина».

### Освіта
У 1919 році Юрій Яновський на відмінно закінчив Єлисаветградське земське реальне училище, працював у адміністративному відділі повітового виконкому, у повітовому статистичному бюро і водночас навчався в механічному технікумі. Історик Ярослав Тинченко так змальовує середовище, в якому виховувався Яновський: вчився в Київському політехнічному інституті на перших двох курсах 1922—1923 років. Вчився разом з майбутнім конструктором ракет Сергієм Корольовим.

### Ранній період творчості

Юрій Яновський, 1920-ті роки

Юрій Яновський на Одеській кінофабриці, 1926 р.

У 1925—1926 роках працював на Одеській кінофабриці художнім редактором. Літературознавець Володимир Панченко пише про отримання цієї посади: «Нині це важко собі уявити: „зеленого“ літератора, якому не виповнилося й двадцять чотири роки, призначають художнім редактором однієї з найбільших у країні кінофабрик. А в житті Юрія Яновського (…) саме так і було. Навесні 1926-го він з'явився в Одесі у несподіваній для себе ролі „кіноначальника“». Своїй роботі на кінофабриці, творчій співпраці з режисерами та сценаристами, зокрема з Олександром Довженком, Яновський присвятив збірку нарисів та сценаріїв «Голівуд на березі Чорного моря» (1930).

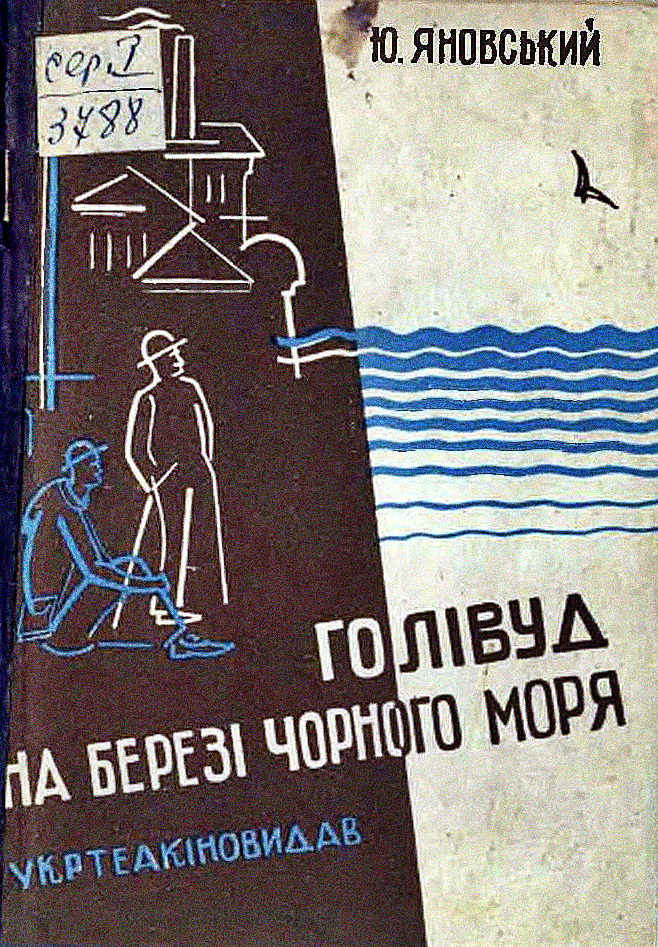
«Голівуд на березі Чорного моря» 1930

З 1927 року проживав у Харкові, з 1939 року — в Києві.
Перший вірш «Море» надрукував російською мовою (1922), уперше виступив з віршами українською мовою в 1924 році (збірка «Прекрасна Ут», 1928), далі перейшов на прозу.
Романтичні новели раннього періоду творчості Яновського зібрані в збірці «Мамутові бивні» (1925) і «Кров землі» (1927). Яновський, разом з Миколою Хвильовим — один з найвизначніших романтиків в українській літературі першої половини XX століття, зокрема співець морської романтики, найяскравіше представленої в першому його романі «Майстер корабля». Новела «Поворот» (1927—1928), після якої з'явився гостро критикований і довгий час заборонений роман «Чотири шаблі» (1930), в якому знайшов романтичне зображення стихійний народний рух відроджуваної України за доби відбудови державності. До тієї самої теми революції в Україні, але під тиском критики вже з офіційної позиції, Яновський повернувся в майстерно збудованому романі в новелах «Вершники» (1935), одна з новел якого, «Подвійне коло», зображує трагедію братовбивчих конфліктів за доби революції.

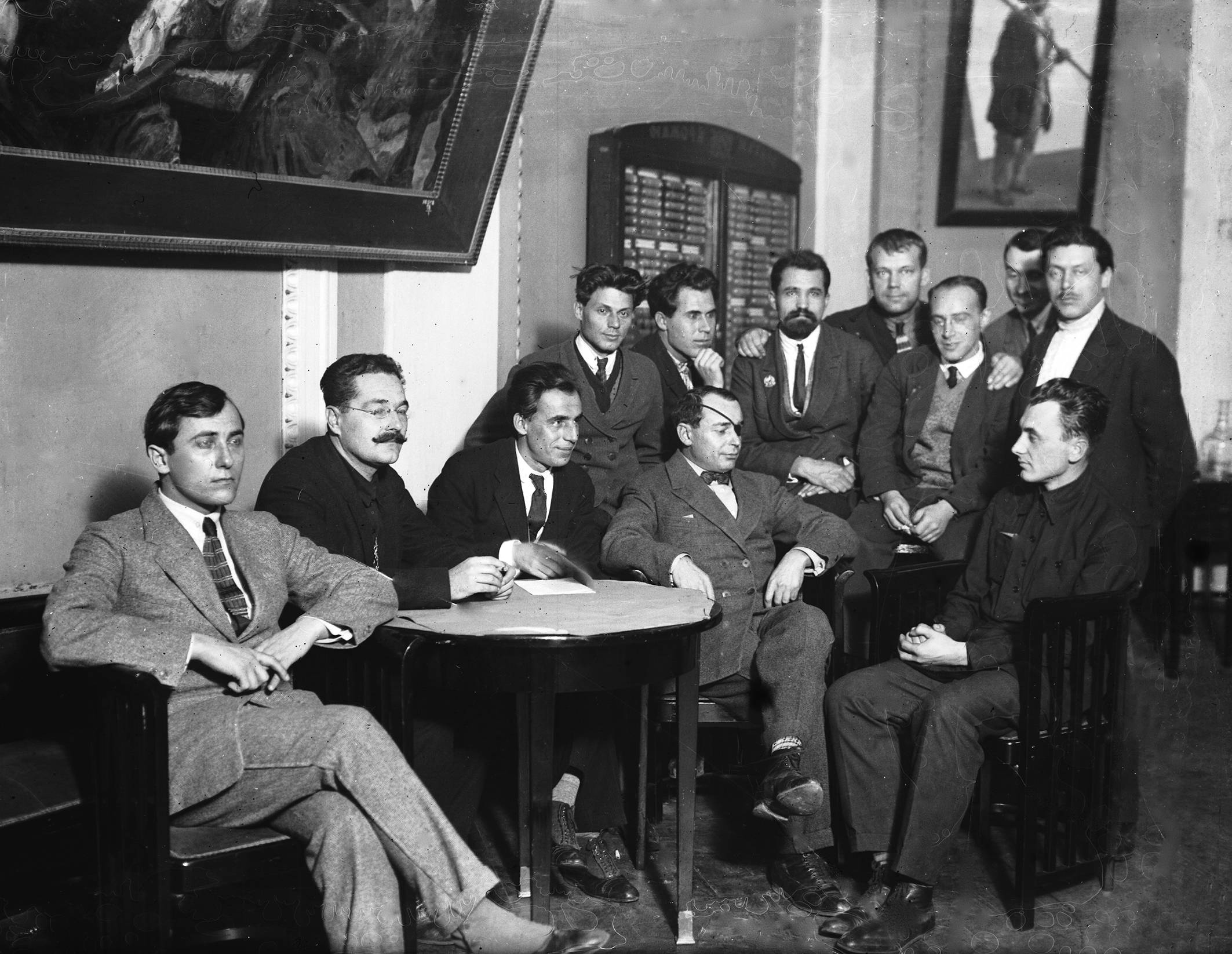
Юрій Яновський (сидить перший праворуч) серед українських письменників. 1920-ті роки.

### «Майстер корабля»
«Майстер корабля» — перший роман Юрія Яновського, написаний упродовж 1927—1928 років. Твір стилізовано як кіномемуари, в його основу покладено досвід роботи автора на Одеській кіностудії і його співпрацю із Василем Кричевським, Павлом Нечесою, Олександром Довженком та Ітою Пензо, які згодом стали прототипами головних героїв. Сюжет є нетиповим для тогочасної літератури, описується процес зйомок фільму та будування справжнього вітрильника для декорацій. Крім того, в текст органічно вплітаються спогади головного героя То-Ма-Кі про минуле, записи синів та коханої Тайях, дивовижні пригодницькі історії моряків і власні міркування. Головний герой є образом Олександра Довженка.
Роман вирізняється з-поміж інших праць Юрія Яновського зосередженістю на мистецькій проблематиці та максимальною увагою до самого творчого процесу. Роман насичений роздумами творця про сенс людського життя, старість і молодість, таємниці людської душі, пошуки гармонії, краси, а також про мету цілого мистецького покоління: «І як було всім зрозуміти, що в мене одна наречена, наречена з колиски, про яку я думав, мабуть, і тоді, коли не вмів ще говорити. Наречена, що для неї я жив ціле життя, їй присвятив сталеву шпагу й за неї підставляв під мечі важкий щит. Сімдесят років стою я на землі, пройшли переді мною покоління чужих і рідних людей, і всім я з гордістю дивився в вічі, боронячи життя й честь моєї нареченої, її коси, як струмені, розлились по землі, її руки, як благословення, лягли на поля, її серце палає, як серце землі, посилаючи жагучу кров на нові й нові шляхи. Для неї я був сміливий і впертий, заради неї я хотів бути в першій лаві бійців — бійців за її розквітання. Для неї я полюбив море, поставив на гербі якір, залізний важкий якір, що його приймають усі моря світу, і колишеться над ним могутній корабель. Культура нації — звуть її».
У романі утверджуються рукотворні цінності та рукотворна краса. Не даремно Юрій Яновський зосереджує свою увагу на мистецтві, пов'язаному з технікою та ремеслом. Письменник возвеличує професію майстра, проспівуючи гімн рукам: «Я люблю людські руки. Вони мені здаються живими додатками до людського розуму.» Кораблебудування та кінозйомка вимагають не лише творчого підходу та натхнення, а й чіткого розрахунку та клопіткої праці, відповідно і мрії тоді набувають цінності, коли вони стають часткою речового світу людини.
Однією із найважливіших рис роману є спроба уникнути цензури мовлення, що насичене екзотичними назвами, тропами, порівняннями. Юрій Яновський сміливо використовує нестандартні для української традиції імена, описує різноманітні тропічні місця. Процес написання тексту наче відбувається на очах у читача, таким чином автор руйнує сюжетну послідовність твору. Усе реальне та дійсне — це лише матеріал для твору, в основі якого покладений принцип гри — різні погляди на зображуване.

### Інші твори
До німецько-радянської війни Яновський написав кілька сценаріїв («Гамбурґ», «Фата морґана», «Серця двох» та інші), п'єси «Завойовники» (1931), «Дума про Британку» (1937), «Потомки» (1940) і видав збірку почасти дуже дотепних, пройнятих живим гумором оповідань «Короткі історії» (1940).

### Друга світова війна і повоєнний період

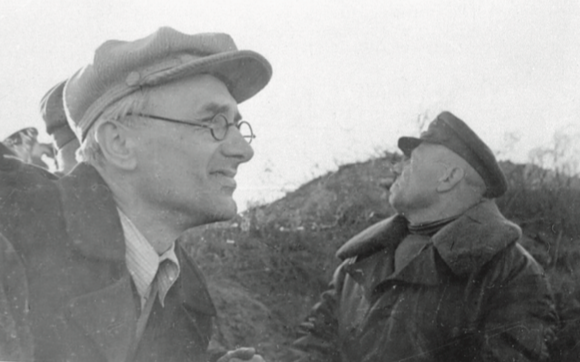
Військовий кореспондент 2-го Українського фронту Юрій Яновський (зліва) і командувач 2-ї повітряної армії, генерал-лейтенант авіації Степан Красовський на командному пункті Букринського плацдарму; село Ходорів Ржищівського району Київської області, 21 жовтня 1943 року

За війни Яновський був редактором журналу «Українська література» і військовим кореспондентом.
Разом з письменниками Максимом Рильським, Іваном Кочергою, Петром Панчем, Натаном Рибаком брав активну участь в організації видання творів українських письменників в серії «Фронт і тил», у випуску літературних газет та журналів українською мовою.
У 1945 — працював кореспондентом на Нюрнберзькому процесі. Найвизначнішим твором Яновського повоєнного часу став роман «Жива вода» (1947), в якому письменник втілив ідею невмирущості нації, відроджуваної після воєнної катастрофи. Гостро критикований за націоналізм, Яновський змушений був переробити цей роман згідно з принципами соцреалізму й перевидати його в далеко слабшому варіанті під іншою назвою «Мир» (1956).

### Останні роки життя
Бувши слабкого здоров'я, Яновський, проте, довго витримував тиск безнастанних репресій і капітулював щойно під кінець життя збіркою з мистецького погляду анемічних «Київських оповідань» (1948). Помер Юрій 25 лютого 1954 року. Попри це, твори Яновського нарівні з творчістю таких визначних майстрів слова, як Павло Тичина, Микола Хвильовий, Микола Зеров, Максим Рильський, Євген Плужник, увійшли в класичний фонд літератури українського відродження першої половини XX століття.
Твори Яновського, окрім багатьох поодиноких видань, кілька разів були видані збірками «Вибране»: «Збірка творів», І—IV (1931–1932); «Вибране» (1949); «Твори», І—II (1954); «Твори», І—V (1958–1959).
У Києві мешкав у будинку письменників Роліт. Похований на Байковому цвинтарі (ділянка № 2; надгробок — бронза, граніт; скульптор Іван Макогон, архітектор Петро Костирко; встановлений в 1961 році).
Лауреат Сталінської премії (1949).

## Особисте життя

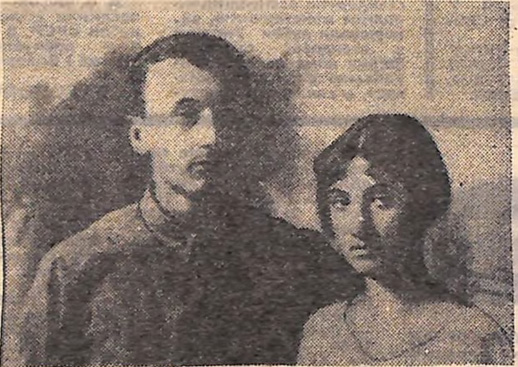
Юрій Яновський з дружиною

Дружина письменника — Тамара Жевченко-Яновська (1908—1958), акторка «Березоля», Театру імені Івана Франка, Харківського театру революції, Київського театру юного глядача, донька акторки Ольги Горської. Тамара дуже сподобалася Юрію і у них зав'язалися стосунки. Через рік від зустрічі пара побралася. Своє кохання вони зберегли на все життя.

## Пам'ять

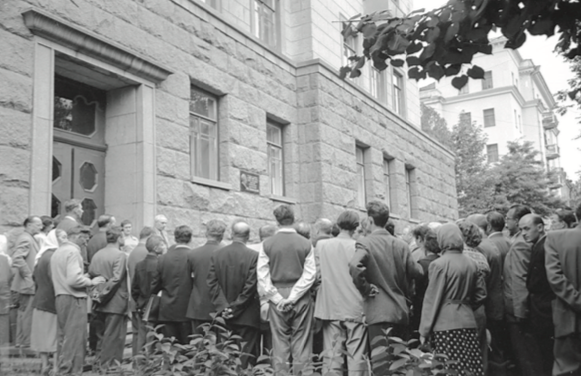
Відкриття меморіальної дошки на будинку № 68 на вулиці Леніна, в якому жив Юрій Яновський. Київ, серпень 1958 року

У рідному селі письменника Нечаївка створено музей його імені. Іменем Юрія Яновського в Києві в 1955 році була названа вулиця (Печерський район, Звіринець).
На будинку Роліту в Києві, де з 1939-го по 1954 рік жив і працював письменник у 1958 році встановлена меморіальна дошка (граніт, бронза; барельєф, скульптор Андрій Німенко).
Його ім'ям названі вулиці в Одесі, Краматорську, Кривому Розі, Кропивницькому, Львові, Баштанці, Миколаєві.

### Прозові твори
- Мамунтові бивні (збірка оповідань) (1925)
- Кров землі (збірка оповідань) (1927)
- Байгород (повість) (1927)
- Майстер корабля (роман) (1928)
- Голівуд на березі Чорного моря (збірка нарисів та сценарій) (1930)
- Чотири Шаблі (роман) (1930)
- Вершники (роман у новелах) (1935)
- Короткі історії (збірка оповідань) (1940)
- Земля батьків (збірка оповідань) (1944)
- Жива вода /Мир (роман)(1947, 1956)
- Київські оповідання (1948)

### Поетичні твори
- Прекрасна УТ (1927)

### Драматичні твори
- Завойовники (1931)
- Дума про Британку (1937)
- Потомки (1939)
- Син династії (1942)
- Райський табір (1952)
- Дочка прокурора (1954)

### Окремі видання
- Яновський Ю. Чотири шаблі. — Прага: Колос, 1941. — 224 с.
- Яновський Ю. Збірка творів. Т. 1 : Новели / Юрій Яновський. — Київ: Держ. вид-во худож. літ., 1947. — 244 с.
- Яновський Ю. Промені ласкавого сонця / Юрій Яновський. — : Спілка рад. письменників України, 1943. — 40 с. — (Фронт і тил).
- Яновський Ю. Київські оповідання / Юрій Яновський. — Київ: Рад. письменник, 1948. — 87 с.
- Яновський Ю. Земля батьків / Юрій Яновський. — Київ ; Харків: Укр. держ. вид-во, 1944. — 255 с.
- Яновський Ю. Дума про Британку / Юрій Яновський. — Київ: Держ. літ. вид-во, 1938. — 87 с.
- Яновський Ю. Київська соната / Юрій Яновський. — Київ: Рад. письменник, 1945. — 20 с.
- Яновський Ю. Драматичні твори / Юрій Яновський. — Київ ; Харків: Укр. держ. вид-во, 1946. — 230 с.
- Яновский Ю. Мастер корабля: роман / Юрий Яновский ; пер. с укр. Н. Ушакова. — Харьков: Пролетарий, 1930. — 286 с.
- Яновський Ю. Вибране / Юрій Яновський. — Київ: Держ. вид-во худож. літ., 1949. — 379 с.
- Яновський Ю. Степова комуна: оповідання / Юрій Яновський. — Київ: Рад. письменник, 1949. — 48 с.
- Яновський Ю. Чотири шаблі: роман / Ю. Яновський. — Київ: Книгоспілка, 1930. — 225, 1 с. : іл.
- Яновський Ю. Чотири шаблі. — Б.м. : Україна, 1954. — 225 с.
- Твори в 5-ти томах.— Київ, «Дніпро», 1982—1983 рр..